# Пескорский, Иван Яковлевич
Иван Яковлевич Пескорский (Пескарский) (1757—1817) — русский мастер (миниатюрист, гравёр, копиист, исторический живописец, портретист), работавший в России и в Париже (с 1779).

## Биография
Поступил в Императорскую Академию Художеств (1766). Во время обучения в Академии художеств неоднократно награждался: малая серебряная медаль (1771) за рисунок с натуры, малую и большую серебряные медали (1772), малая золотая медаль (1777) за программу «Жертвоприношение Авраама», большая золотая медаль (1778) за программу «Проклятие Хама Ноем» с правом поездки за границу, на казённый счет, на четыре года. Окончив курс обучения с аттестатом 1-й степени (1779) был отправлен за границу в качестве пенсионера Академии художеств. При выпуске из Академии Пескорский произнёс публичную речь на французском языке.
Картины, написанные Пескорским во время обучения в Академии выявили недюжинный талант художника и заставили возлагать на него большие надежды, которые, к сожалению, не оправдались. Приехав в Париж (1779), он увлекся там картёжной игрой и другими развлечениями, почти не занимался искусством. За всё время своего заграничного пенсионерства он написал только картину «Воспитание Купидона Меркурием» и семейный портрет «Фамилия маркиза де Водреля, адмирала флота». Опасаясь последствий такого времяпрепровождения, Пескорский не решился по окончании пенсионерского срока вернуться в Россию и остался в Париже, хотя ему были высланы деньги для возвращения на родину. После того он совсем бросил занятия искусством и сведения о нём достигли России только два раза: в 1811 году он прислал чрез русского посла, князя А. Б. Куракина, к министру народного просвещения, графу А. К. Разумовскому, свою рукопись «Maximes générales pour juger les peintres, leurs ouvrages et le degrès auquel ils sont parvenus», для посвящения её государю императору и для издания за казённый счет. Но Совет Академии, которому поручено было её рассмотрение, обнаружил, что рукопись представляет собой простые выписки из собрания сочинений Рафаэля Менгса, изданные в 1787 году, «почему Совет», — говорилось в докладе, — «с удивлением замечает, что г. Пескорский отважился в письме своем к государю императору сказать о сем сочинении, что он осмеливается посвятить его величеству сей слабый опыт трудов своих в течение 30-ти лет, когда весь сей труд есть сочинение славного Менгса, у которого он переставлял только иногда слова, и то в невыгоду свою». Второй раз о нем дошел слух, когда гравёр Н. И. Уткин приехал в Париж в качестве пенсионера Академии. Тогда Пескорский, познакомившись с ним в качестве соотечественника, старался и его втянуть в карточную игру.
И. Я. Пескорский при создании миниатюрных портретов обращался к искусству камеи в самых разных вариантах. К числу наиболее ярких произведений художника относится миниатюрный профильный портрет Екатерины II (1785, ГРМ). На «античный манер» также исполнены миниатюры Пескорского «Портрет мальчика» и «Детский портрет» (1790-е, в частной коллекции, Москва).

## Альтернативная точка зрения
Современный коллекционер Сергей Подстаницкий высказался о Пескорском следующим образом:

Один из моих любимых портретов (в коллекции) — портрет графа де Паруа с пририсованным на нем фамильным гербом с драконом и красными звездами — сейчас висит на выставке в «Царицыно». О художнике, который написал его портрет, до недавнего времени мы не знали совсем ничего. А это Иван Пескорский, который учился в петербургской Академии художеств, подавал большие надежды и был отправлен на стажировку в Париж, где он из поля зрения русских и пропал. Приходили какие-то обрывочные сведения, что он пьет, играет в азартные игры. Долгое время о его работах парижского периода не было ничего известно — и советские искусствоведы делали вывод, что заграница погубила большой русский талант. Но когда границы открылись, и вещи Пескорского стали появляться на европейских аукционах и блошиных рынках — и я сам купил там несколько его произведений, — стало очевидно, что в Париже он нормально жил и работал, и качество его работ ничуть не упало. А если смотреть на миниатюры — в «Царицыно» на выставке можно найти две акварели на кости, — то видно, что у человека абсолютно твердая была рука, а все рассказы о том, что он пил запоями, не более чем клевета. В Россию художник так никогда и не вернулся — видимо, нашел во Франции достаточное количество заказчиков, а возвращаться на родину, где нужно было встраиваться в иную, незнакомую систему заказов, ему было уже несподручно.— «Это чистый покер»: Сергей Подстаницкий — о тонкостях коллекционирования искусства

## Галерея

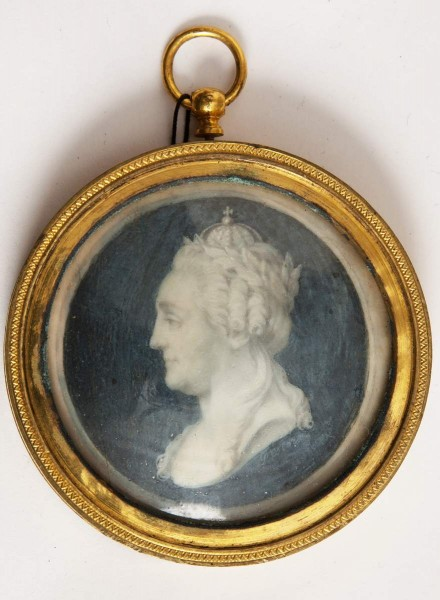
Миниатюрный портрет «Императрица Екатерина II» (1785)
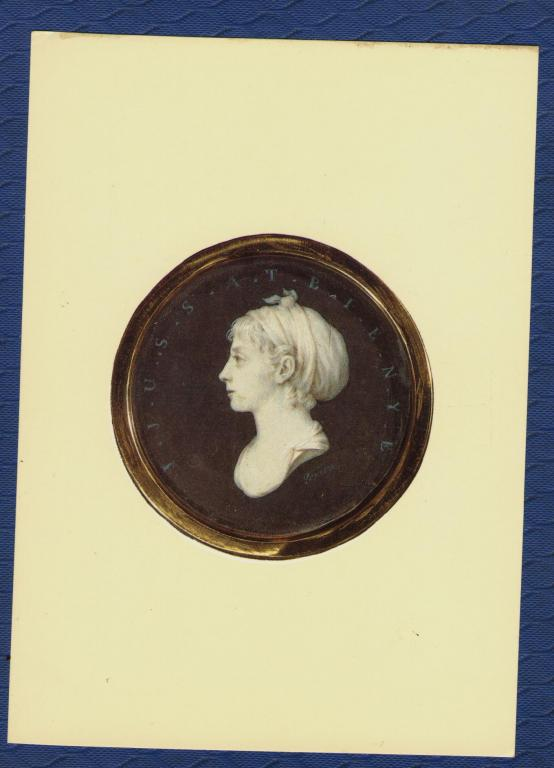
Миниатюрный портрет «Неизвестная в белой повязке»
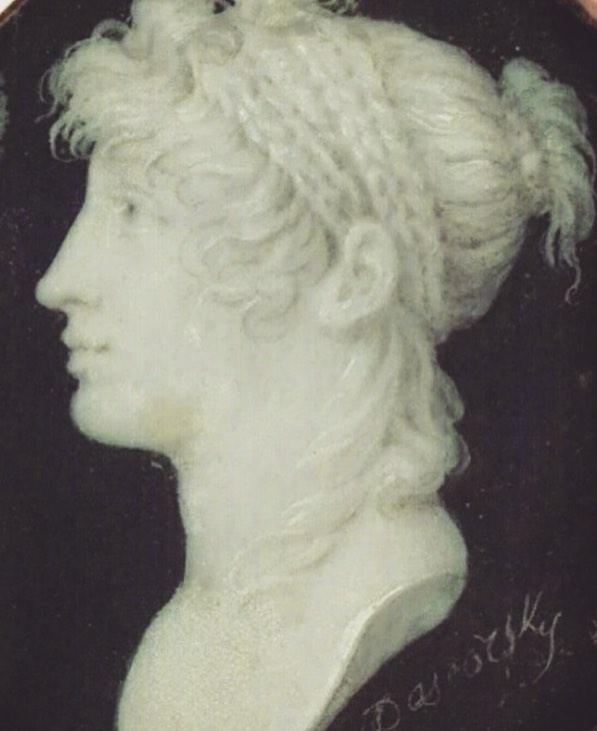
Миниатюра «Портрет неизвестной»
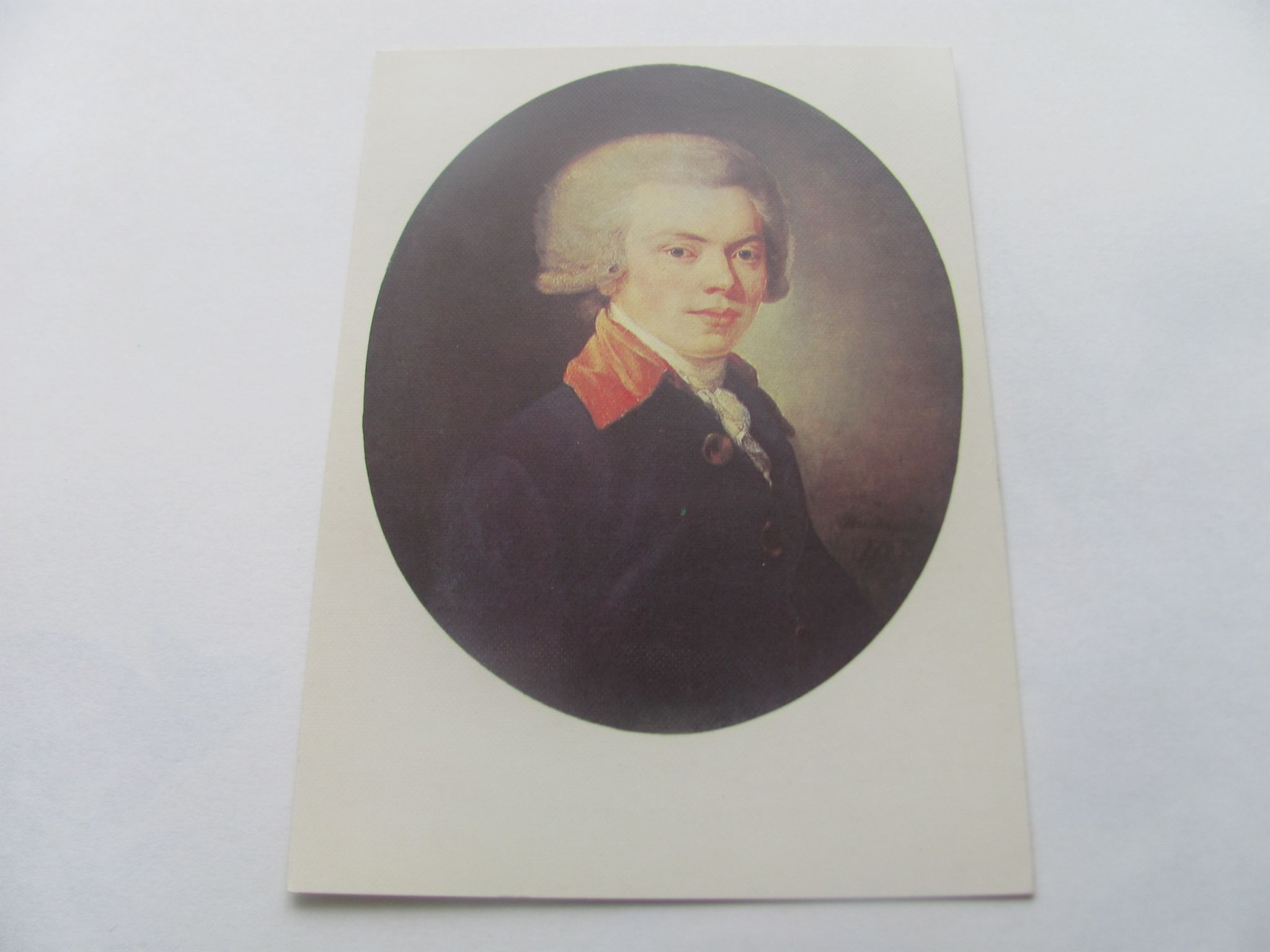
Открытка «Портрет неизвестного в синем кафтане»
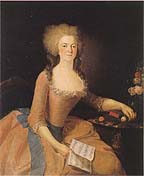
Картина «Портрет неизвестной в розовом платье» (1783)